# مطای
یکی از شهرستان‌های استان منیا کشور مصر است.جمیعت ان 45215 نفر است 
روستاهای مهم آن عبارت‌اند از:
- ابوان
- ابو عزیز
- بردفوها
- حلوه
- منبال